# 神社産土教
神社産土教（じんじゃうぶすなきょう）は、日本の神社神道の包括宗教法人の一つ。広島県三原市に本部を置く。

## 概要
広島県下の神社を中心に構成される包括宗教法人である。72社の神社が所属しており、包括神社数では神社本庁や神社本教に次ぐ神社神道の第三勢力である。
かつては神社産土教本部のある三原市に居住する高尾彰比古が主管長を務めており、神職12人・信者9700人であった。現在は広島県竹原市の八幡神社に住所を置く八和田昭彦が主管長であり、神職8人・信者54367人に規模は縮小している。
教派神道の教団とは違い、神社のみを包括している。文化庁も神社神道に分類し「神社本庁と同様，神社が結集して成立したもの」の例として挙げている。

## 特徴
神社本庁からは独立した宗教法人であるが、神社本庁とは「良好な関係」であるとしており、神社産土教の神職も神社本庁による神職資格を基本的に用いている。
一方で、神社神道は天皇と直接の関係はないという立場をとっており、神社非宗教論にも否定的であるなど、神社本庁との見解の違いも存在する。また政党への支持・不支持は教団として全く感知しないともしており、神道政治連盟という政治団体を保有する神社本庁と比べて政治的中立性を重視しているといえる。

## 所在地
広島県三原市西宮1-1-1